# 波德霍廖諾克河
波德霍廖诺克河（俄語：Река Подхорёнок），又称阿万河，是哈巴罗夫斯克边疆区维亚泽姆斯基区的河流，由两条溪流汇流而成，长112公里，流域面积2,810平方公里，在距河口72公里处注入乌苏里江。上游宽10米至20米，深1米，流速在1米每秒到1.2米每秒间；在平原上，河宽达25米至40米，深达1.5米至1.8米，流速约0.4米每秒至0.5米每秒。

## 引用
1. ↑  А·П·穆拉诺夫. . 列宁格勒: 气象出版社. 1966 （俄语）.
2. ↑  . 列宁格勒: 气象出版社 （俄语）.
3. ↑  Т·А·基谢尔科瓦娅. . 列宁格勒: 气象出版社. 1977 （俄语）.
4. ↑  . 国家水登记处.   [2024-08-15]. （原始内容存档于2025-05-31） （俄语）.
5. ↑  . PrimPogoda. 19.10.2010  [2024-08-15]. （原始内容存档于2025-06-05）.